# Гайдуцький Павло Іванович
Павло Іванович Гайдуцький (нар. 6 серпня 1950, с. Берем'яни, Бучацький район, Тернопільська область) — український аграрій і політичний діяч. Академік Національної академії аграрних наук України, доктор економічних наук, професор.

## Життєпис
В період з 1965 по 1968 рік навчався у Копичинському технікумі бухгалтерського обліку. 1972 році закінчив Тернопільський фінансово-економічний інститут за спеціальністю «бухгалтерський облік в сільському господарстві».
Трудову діяльність розпочав у 1972 році економістом контрольно-ревізійної групи Теребовлянського районного виробничого управління сільського господарства Тернопільської області, 3 січня 1978 до грудня 1985 року працював у Міністерстві сільського господарства УРСР на посадах начальника відділу ревізій, заступника начальника контрольно-ревізійного управління.
Наступний період роботи П. Гайдуцького пов'язаний з науково-педагогічною діяльністю. З грудня 1985 до квітня 1991 року очолював кафедру, а потім працював проректором Республіканської вищої школи управління АПК. Згодом обіймає посади заступника академіка-секретаря та виконуючого обов'язки академіка-секретаря відділення економіки Української академії аграрних наук.
Від листопада 1992 року очолював відділ з питань фінансової політики та економічного аналізу, а потім сектор з бюджетно-фінансових питань Консультаційно-аналітичного центру із соціально-економічних питань Адміністрації Президента України. Працював у Кабінеті Міністрів України заступником начальника управління економіки та заступником начальника Головного управління з питань економічної реформи.
Працював заступником голови Адміністрації президента Леоніда Кучми.
У лютому 1995 року Павло Гайдуцький призначений головою Держкомзему України. Працюючи на цій посаді, він брав безпосередню участь у підготовці багатьох нормативно-правових документів, які регламентують проведення робіт із земельної реформи, землеустрою, державного земельного кадастру, державного контролю за використанням та охороною земель.
Кандидатську дисертацію «Економічний аналіз і контроль в оперативному управлінні сільськогосподарським виробництвом» захистив у 1976 р. на спецраді Київського інституту народного господарства ім. Д. С. Коротченка.
У 1990 р. на спецраді КІНГ ім. Д. С. Коротченка захистив докторську дисертацію на тему: «Аналіз і контроль міжгалузевої господарської діяльності агро-промислових формувань».
За результатами наукових досліджень опублікував майже 310 наукових праць, у тому числі майже 50 монографій одноосібних та колективних, книг і брошур. З його участю підготовлено понад 80 методичних рекомендацій і розробок.
Підготував 11 кандидатів економічних наук.

## Нагороди та звання
- Лауреат премії імені М. Туган-Барановського (1994).
- Державний службовець I рангу (з травня 1995).
- Заслужений діяч науки і техніки України (з листопада 1998).
- Кавалер ордена «За заслуги» III (липень 2000), II (листопад 2002), I ступенів (листопад 2004).
- Почесний громадянин міста Бучача[1]..